# Piero il Gottoso
Piero di Cosimo de' Medici, detto il Gottoso (Firenze, 14 giugno 1416 – Firenze, 2 dicembre 1469), è stato un politico italiano, signore de facto di Firenze per cinque anni, dal 1464 al 1469.
Piero era il figlio primogenito di Cosimo il Vecchio, pater patriae, e di Contessina de' Bardi, nonché il padre di Lorenzo il Magnifico e Giuliano de' Medici. Particolarmente debole di salute (soffriva in particolar modo della gotta – da qui il soprannome – di cui i membri della famiglia Medici erano portatori), Piero si dimostrò tuttavia, nei suoi cinque anni di governo, energico e risoluto nel sopprimere la congiura ordita da Luca Pitti e nel rafforzare così il potere mediceo sulla città.

## Biografia

### Prima educazione e giovinezza (1416-1433)
Nacque nel palazzo di Via Larga, l'attuale Palazzo Medici Riccardi, luogo ove il padre Cosimo il Vecchio, dopo la morte del nonno di Piero, Giovanni di Bicci de' Medici, gestiva "di nascosto" gli affari politici di Firenze. Grazie all'amicizia di Cosimo con alcuni dei principali esponenti dell'umanesimo fiorentino, quali Niccolò Niccoli, Carlo Marsuppini e Antonio Pacini, il giovane Piero e il fratello Giovanni ricevettero un'educazione filosofico-letteraria eccellente. Oltre a questi intellettuali, Piero mantenne rapporti amichevoli con Francesco Filelfo e con Leon Battista Alberti, con il quale promosse nel 1441 il Certamen letterario in volgare sull'amicizia.

### Apprendistato politico all'ombra del padre (1434-1464)

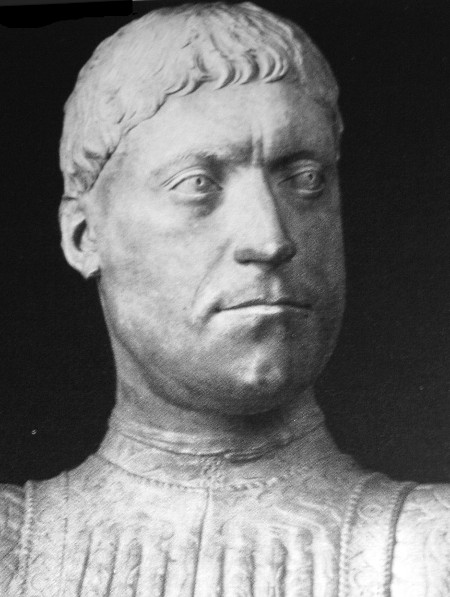
Mino da Fiesole, Busto di Piero di Cosimo de' Medici, 1453-1455, Museo Nazionale del Bargello, Firenze

#### Esilio (1433-1434)
Quando Cosimo fu esiliato (1433-1434), Piero lo seguì a Venezia, per viaggiare poi in alcune corti del Nord Italia, come Ferrara, dove fu ospite degli Estensi. In questa occasione poté assorbire la raffinata cultura di corte e, usufruendo di illuminati insegnamenti, divenne un ottimo conoscitore delle lingue classiche, grazie anche alla presenza di Guarino Veronese, chiamato alla corte di Niccolò III d'Este come precettore del figlio Leonello. Rientrato a Firenze al seguito del padre (1434), Piero, in quanto figlio maggiore, fu destinato a raccogliere l'eredità politica che il padre stava faticosamente costruendo; l'altro fratello Giovanni, invece, fu destinato a reggere le sorti del Banco Mediceo.

#### Carriera diplomatica e politica (1434-1464)
Da quel momento, Piero seguì progressivamente la carriera politica facilitatagli dall'astuzia paterna, mantenendosi però nell'alveo delle cursus honorum della Repubblica: nel 1444 sposò l'intelligente e colta Lucrezia Tornabuoni, legandosi con una delle più antiche e nobili famiglie fiorentine e rinforzando così, con questo patto d'amicizia, la stabilità del potere mediceo; nel 1447 fu a capo della delegazione fiorentina per congratularsi con il nuovo pontefice Niccolò V; nel 1448 fu priore per il bimestre novembre-dicembre.
Gli anni Cinquanta videro il Medici ancora impegnato in vari incarichi diplomatici e istituzionali: la presenza a Roma per il giubileo, la visita nella primavera del medesimo anno al neoduca di Milano Francesco Sforza - da tempo alleato dei Medici - e lo sviluppo della fitta rete di alleanze in occasione della pace di Lodi (1454). Fu inoltre l'ultimo della famiglia Medici a ricoprire la carica di gonfaloniere, il capo temporaneo del governo della Repubblica fiorentina, nel 1461, una carica che durante la signoria di fatto di Cosimo il Vecchio veniva affidata solo a persone di sua stretta fiducia.

#### Eredità politica
Nonostante gli impegni e i meriti diplomatici, la sua figura continuò ad essere piuttosto secondaria a causa dei gravi problemi di salute: soffriva fin dalla prima infanzia, infatti, di quella gotta che fu la tara della famiglia Medici. Di fronte ai problemi di salute del primogenito, il padre Cosimo pensò di lasciare al secondogenito anche le principali responsabilità politiche che sarebbero state affidate a Piero, per cui l'esistenza di quest'ultimo passò in secondo piano. Un significativo mutamento, però, giunse proprio alla vigilia della morte del padre: il 1º novembre 1463 morì il fratello Giovanni, a causa dei vizi che aveva perseguito per tutta la vita. La morte di Giovanni lasciò Cosimo, già ammalato e infermo per la vecchiaia, estremamente prostrato e, dovendo regolare le modalità della successione, fu costretto a lasciare all'infermo Piero le incombenze finanziarie del Banco e quelle politiche, a patto che provvedesse ad educare e a trattare maturamente i suoi due figli adolescenti, Giuliano e Lorenzo.

### Governo (1464-1469)

#### Premesse per la congiura (1464-1466)

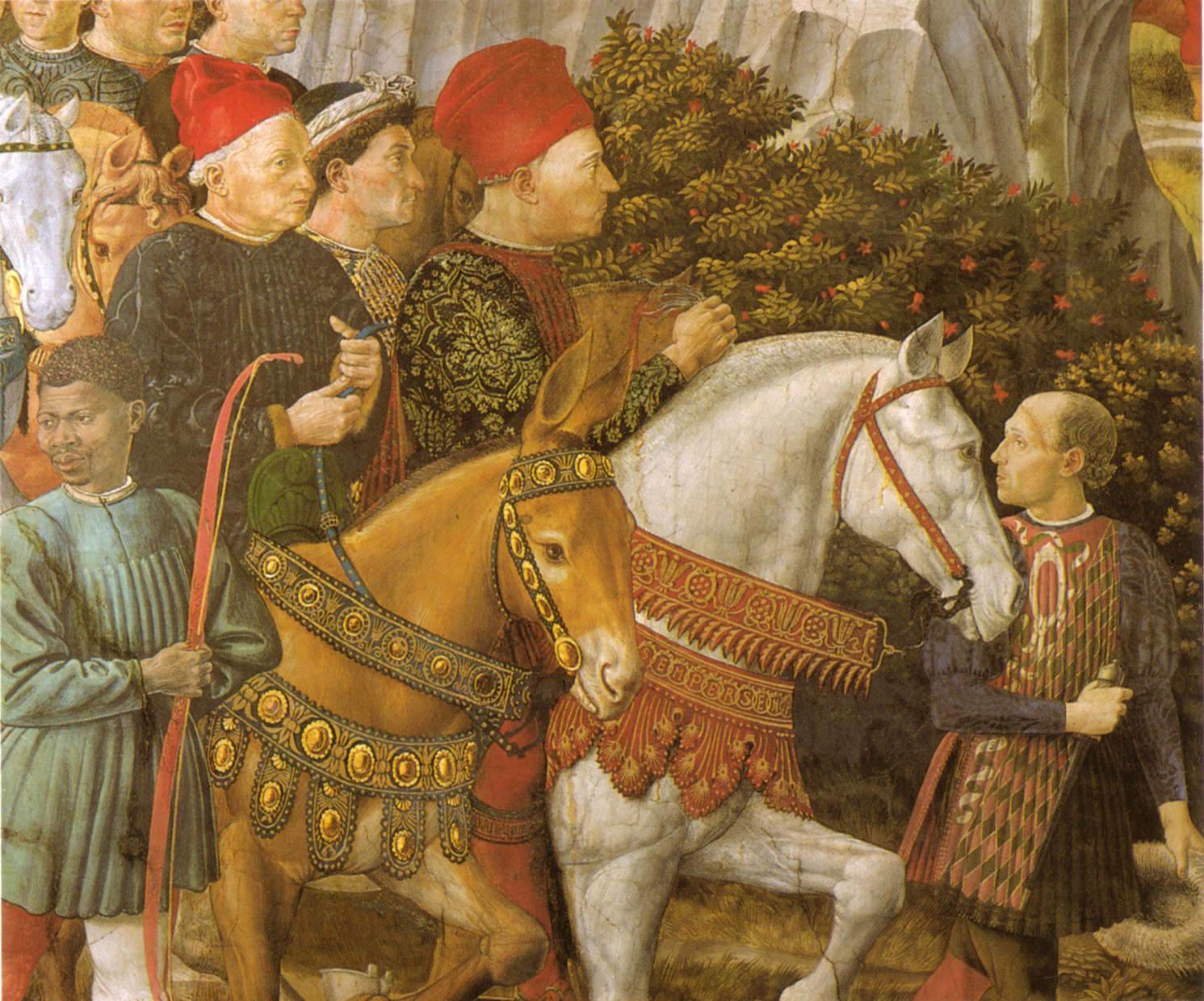
Ritratto di Piero il Gottoso (sul cavallo bianco a destra del padre Cosimo) nell'affresco della Cavalcata dei Magi della cappella dei Magi di Palazzo Medici-Riccardi a Firenze, opera di Benozzo Gozzoli (si riconosce anche dal motto Semper sulla bardatura del suo cavallo)

Cosimo morì il 1º agosto del 1464. Quando salì al potere, Piero era già cinquantenne, ma anche se non aveva l'energia di suo padre, la sua abilità politica ne fu all'altezza: come capo del Banco Medici ne mantenne la direzione senza intoppi nelle attività commerciali e finanziarie; tra le onorificenze ricevute da Piero ci fu quella del Re di Francia Luigi XI che, ammirato dalla sagacia del Medici, gli concesse di rivestire una palla del suo stemma con i tre gigli d'oro su campo azzurro, appartenenti allo stemma Angiò. Nonostante il giudizio positivo complessivo del suo operato, il governo di Piero fu contrassegnato da alcuni errori di valutazione in campo economico e politico, e dal mutamento della situazione internazionale che ne indebolirono il potere e prepararono il terreno per la congiura ordita da Luca Pitti:
1. La questione dei prestiti. Quando Piero decise subito di richiedere indietro molti prestiti a lungo termine concessi dal padre, spesso a sostenitori del partito mediceo, portò a un'ondata di malcontento per il consistente numero di mercanti che andarono in bancarotta, facendoli passare alla fazione opposta a quella dei Medici[17][18].
2. Contrasti istituzionali. Piero de' Medici procedette a un pericoloso accentramento del potere, in contrasto con il cauto predominio politico paterno. Infatti, Piero e la Signoria si scontrarono sull'eleggibilità dei membri della Signoria: il Medici voleva che fossero eletti per scrutinio, mentre i membri degli organi istituzionali, compreso il filo-mediceo Consiglio dei Cento, volevano ritornare al sorteggio, come prima del 1434[19]. Ciò avrebbe indebolito notevolmente l'influsso dei Medici, in quanto questi non avrebbero potuto porre i loro alleati nei posti chiave del potere. Nonostante Piero riuscisse a mantenere l'ordine stabilito dal padre, la sua imposizione così palese negli affari della Signoria indebolì il prestigio mediceo[4][20][21].
3. La morte di Francesco Sforza[4]. In base agli accordi stabiliti tra il Duca di Milano e il "criptosignore" fiorentino Cosimo, il primo avrebbe protetto militarmente la casata medicea da eventuali congiure interne[22], mentre il secondo avrebbe rifornito al fondatore della dinastia sforzesca i danari necessari per mantenere il potere. Morto lo Sforza nel 1466 e asceso al potere il ventenne Galeazzo Maria, i nemici dei Medici poterono operare per scalzare il malato Piero dalla posizione di potere in cui si trovava[23].

#### Congiura di Luca Pitti (1466)

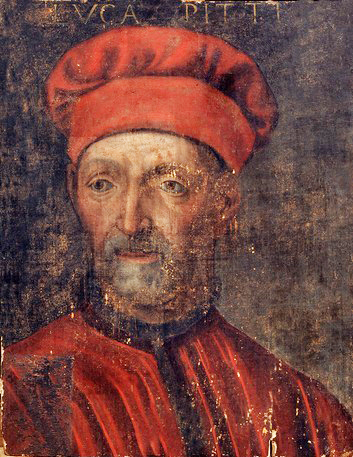
Particolare raffigurante Luca Pitti, tratto dalla predella conservata nella Cappella Pitti, in Santo Spirito.

Si poté così giungere al colpo di Stato, orchestrato dall'esponente della fazione antimedicea detta "del poggio", il ricchissimo mercante Luca Pitti, attorno al quale si erano radunati alcuni importanti fiorentini, come Diotisalvi Neroni, Angelo Acciaiuoli, Niccolò Soderini e Pierfrancesco il Vecchio, cugino di Piero. Il gruppo dei congiurati, che poté procedere con il golpe solo dopo aver sedato dei conflitti interni sorti sulla modalità di esecuzione della congiura stessa, aveva come alleato il duca di Ferrara Borso d'Este, che affidò al fratellastro Ercole d'Este un manipolo di soldati pronti a dare man forte ai congiurati.
I congiurati vedevano in Piero un tiranno e il loro piano prevedeva di assalirlo con un'imboscata sulla via che usava per andare alla villa di Careggi, per poi marciare sulla città con l'esercito estense. Se il piano fosse andato in porto, il Pitti sarebbe diventato il nuovo leader della città, per poi venire destituito immediatamente a causa della sua debolezza di carattere, com'è testimoniato dallo storico e politico Francesco Guicciardini: 
(Guicciardini, p. 97)
Tutto fu predisposto per il 26 agosto 1466, ma Piero ebbe una soffiata da Giovanni Bentivoglio, signore di Bologna. Per poter incastrare i congiurati si affidò alla destrezza del figlio Lorenzo, che all'epoca aveva soltanto 16 anni: dopo essere usciti insieme da Firenze, Piero deviava verso la Villa di Careggi attraverso una strada secondaria, mentre Lorenzo, che procedeva da solo, riuscì a convincere gli assalitori che il padre si era attardato e che stava seguendolo su quella stessa via, motivo per cui non avevano che da aspettarlo. Quando i congiurati si accorsero del trucco ormai Piero era già a Firenze dove al Medici, già rinforzato della presenza di 2000 armati milanesi inviati da Galeazzo Maria Sforza, fu riconfermata per altri dieci anni l'autorità da parte del popolo.

La congiura fu quindi un totale insuccesso e Piero ne uscì rafforzato. Dopo la vittoria la sua condotta fu di esemplare moderazione: per sua esplicita volontà, nessuna delle condanne a morte dei responsabili ordinate dalla Repubblica venne eseguita, obbligando Diotisalvi Nerone, l'Acciaiuoli e i restanti a prendere la via dell'esilio, mentre a Luca Pitti - che si era frettolosamente riconciliato con Piero - fu concesso di rimanere in città. Egli non volle infatti che il suo successo fosse macchiato di sangue. Il Guicciardini cita esplicitamente la clemenza del Medici:
(Guicciardini, p. 100)
La clemenza, nei confronti specialmente del Pitti, fu però solo apparente: il ricco banchiere fu infatti colpito sul piano strettamente finanziario, in qualità di privato cittadino. Nel giro di pochissimo tempo, le fortune finanziarie del Pitti furono oggetto d'attacchi speculativi da parte del banco mediceo, riducendolo sul lastrico. Screditato e completamente isolato, Luca Pitti morì povero nel 1472.

### Guerra contro Venezia (1467-1468)

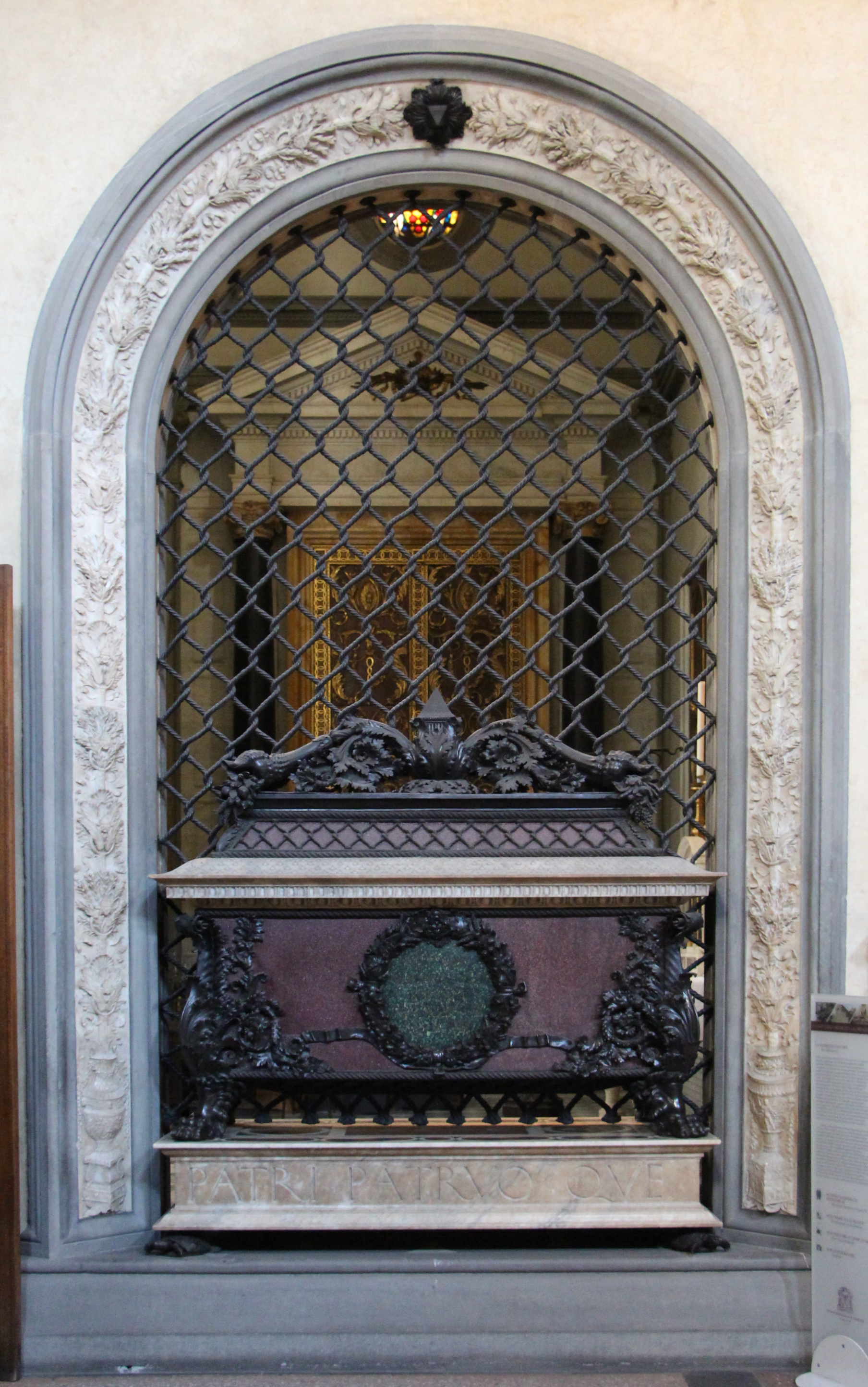
Andrea Verrocchio, Tomba di Piero e Giovanni de' Medici, 1469-1472, Sagrestia Vecchia della Basilica di San Lorenzo, Firenze

Soderini e Neroni, in particolare, si recarono a Venezia, città nemica dei Medici perché Cosimo il Vecchio, nel 1450, aiutò Francesco Sforza a prendere possesso di Milano. Il Senato veneziano, anticamente alleato di Firenze durante la Repubblica oligarchica, le divenne naturale nemico perché, come scrive il Guicciardini:
(Francesco Guicciardini, Storie fiorentine - Dai tempi di Cosimo De' Medici a quelli del Gonfaloniere Soderini, Firenze, 1859, Capitolo I, p. 9)
Fu per questa mancata conquista del milanese che i veneziani, incitati dai due fuoriusciti, inviarono contro Firenze un esercito guidato dal Capitano Generale Bartolomeo Colleoni, al quale si aggiunsero truppe di Borso d'Este. L'esercito fiorentino (composto da milizie inviate da Milano e da Napoli, capitanate da Federico da Montefeltro), si scontrò con quello veneto il 25 luglio 1467 nella Battaglia della Riccardina. L'esito della battaglia fu incerto e, visto l'impasse in cui si trovarono le due coalizioni, papa Paolo II impose la pace nel febbraio 1468.

### Ultimo anno (1469)
Nel 1469 Piero, rinforzato lo Stato all'interno e all'esterno, era però ormai prostrato dalla malattia e con grande difficoltà riusciva ad alzarsi da letto. Prima di morire però, poté assistere ad un altro importante successo per sé e la sua casata. Grazie all'aiuto della moglie, l'intelligente Lucrezia Tornabuoni, riuscì a far sposare il suo primogenito Lorenzo con la nobile romana Clarice Orsini, appartenente alla famiglia dell'orso, così legata alla corte pontificia, nel giorno 4 giugno 1469 (ma il matrimonio per procura si fece già il 10 dicembre 1468). Quella fu la prima volta che un personaggio nobile entrava nell'albero genealogico familiare e rappresentò la salita di un ulteriore gradino nell'inarrestabile ascesa familiare, e per celebrare questo evento Piero regalò alla città dei festeggiamenti magnifici:
(Young, p. 130)
Morì per un'emorragia cerebrale il 2 dicembre, suscitando nel complesso un rammarico generale nella popolazione. Fu sepolto, senza pompa, nella basilica di San Lorenzo insieme al fratello Giovanni; il loro sarcofago venne eseguito da Andrea del Verrocchio su incarico dei suoi due figli Lorenzo e Giuliano.

### Storiografia su Piero de' Medici
La morte di Piero fu rimpianta dalla maggior parte dei suoi contemporanei, fuorché i suoi nemici che cercarono fino all'ultimo di tramare alle sue spalle. Benché non avesse la stessa tempra fisica del padre, Piero si dimostrò una persona assennata e clemente, oltre che una guida efficiente nel momento del bisogno. Ciò risulta ancor più notevole a causa della dolorosa malattia (che gli impediva un'azione diretta negli affari politici) e anche dalla brevità del suo governo (appena cinque anni): consolidò il potere mediceo all'interno e all'esterno della città, si dimostrò un avveduto mercante e un intenditore d'arte ancor più lungimirante del padre, in quanto aprì a Firenze il gusto prezioso del rinascimento settentrionale, in specie quello ferrarese. Niccolò Machiavelli, nelle sue Istorie fiorentine, dichiarò che Firenze non poté apprezzare meglio le sue virtù a causa del poco tempo che governò, dilaniato tra infermità fisiche e traversie politiche di vario genere.
L'altro storico e politico contemporaneo di Machiavelli, Francesco Guicciardini, si concentrò sul dolore di una Firenze che perdeva una guida clemente e atta a compiere azioni buone. Alcuni storici si sono concentrati maggiormente sulla sprovvedutezza di Piero nell'incentivare l'animo antimediceo che covava sotto le ceneri: Marcello Vannucci parla, ad esempio, di «cinque anni non certo illuminati dai suoi successi o da una sua azione di brillante politico».

## Mecenatismo

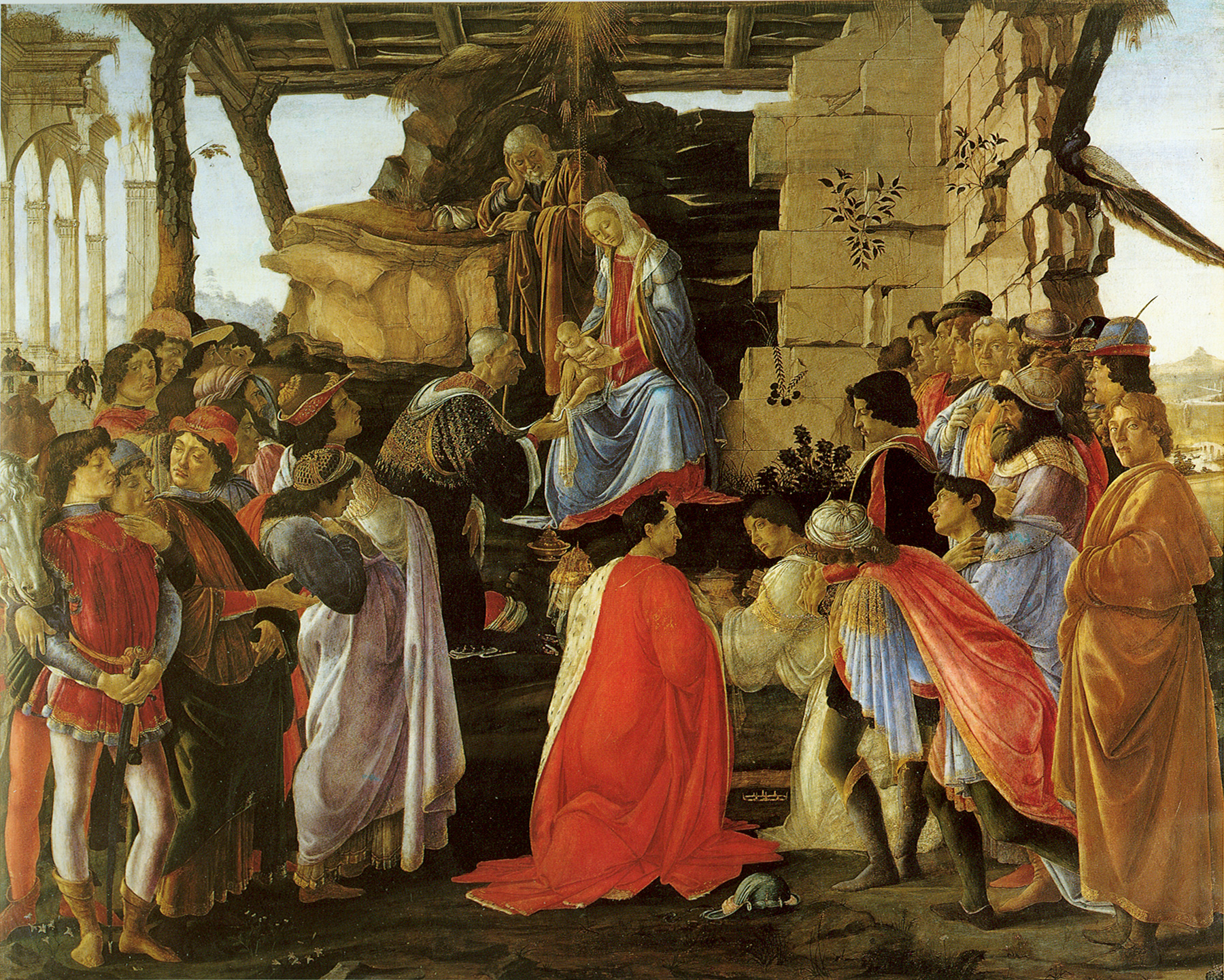
Sandro Botticelli, Adorazione dei Magi, 1475, Tempera, Galleria degli Uffizi, Firenze. Piero il Gottosto è il personaggio col mantello rosso in primo piano, di spalle.

### Arti figurative
Piero seguì la tradizione familiare del mecenatismo artistico. Rispetto al padre Cosimo però il suo gusto era più raffinato e eclettico, soprattutto dopo la frequentazioni delle corti del nord-Italia, in particolare Ferrara, e la sua influenza smussò l'austerità del primo Rinascimento fiorentino, austerità in linea col carattere dimesso e apparentemente ininfluente della nuova classe dirigente fiorentina. Piero, infatti, aumentò le collezioni di libri pregiati della famiglia, ma raccolse oggetti preziosi, magari di piccole dimensioni, come arazzi, cammei antichi, gemme, armi da parata e strumenti musicali, dando al rinascimento fiorentino un tocco eclettico e variegato che risentiva, tra gli altri, di influenze fiamminghe, importando quest'ultima a Firenze.
Il suo gusto, simile a quello di una corte aristocratica, prediligeva questi oggetti non solo per il loro valore intrinseco, ma soprattutto perché simboli di prestigio sociale. John Rigby Hale scrive, ad aggiungere il gusto più sofisticato di Piero rispetto a Cosimo, che «dove Cosimo costruiva, Pietro piuttosto decorava, ed era un po' come se Cosimo avesse deputato a lui il compito di trattare con i pittori».
In architettura commissionò a Michelozzo interni e opere in scala ridotta ma molto sofisticate, che testimoniano le sue preferenze estetiche e intellettuali: rientrano in questa serie i due tempietti del tabernacolo del Crocifisso nella basilica di San Miniato al Monte (1447 circa) e quello per la miracolosa Annunciazione nella basilica della Santissima Annunziata (1448-1452). Commissionò lavori, tra gli altri, a Mino da Fiesole, Andrea del Verrocchio, Alesso Baldovinetti, Beato Angelico, Domenico Veneziano, i fratelli del Pollaiolo (Antonio e Piero), Filippino Lippi e a Benozzo Gozzoli; quest'ultimo realizzò gli affreschi della Cappella dei Magi nel Palazzo di famiglia, dove in entrambe le opere compare ritratto con i figli. Piero compare assieme ai figli anche nella tavola dell'Adorazione dei Magi di Sandro Botticelli, artista che ottenne la protezione dei Medici grazie agli uffici non solo del capofamiglia, ma anche della stessa moglie Lucrezia Tornabuoni.
Piero seguì personalmente il procedere dei lavori, come ci testimoniano due lettere indirizzate a Benozzo Gozzoli che ci sono pervenute. Da vero mecenate, riuscì ad ottenere che il grande Donatello fosse sepolto nella Basilica di San Lorenzo a fianco dei membri della famiglia Medici, ad indicare la stima che questa famiglia nutriva nei confronti del grande scultore e architetto. Nel Palazzo Medici esisteva poi uno studiolo realizzato su suo incarico da Michelozzo e Luca della Robbia (1456 circa), oggi perduto, dove aveva sistemato le collezioni più pregiate di famiglia in un ambiente decorato da pannelli lignei intarsiati e medaglioni di terracotta policroma invetriata.

## La gotta medicea: tra tradizione e scoperte
Come già ricordato più volte nel corso della voce, Piero fu afflitto da una grave malattia che lo costrinse più volte nella vita a seguire gli affari del Banco e del governo cittadino dalle coltri del suo letto. La gotta fu quell'infermità che gli valse poi il triste soprannome, col quale verrà ricordato poi anche presso i posteri. Da lui la malattia si trasmise al ramo familiare che gli discese (si pensi per esempio ai problemi di salute di Lorenzo de' Medici o a Leone X). Dalle analisi mediche condotte da un team italo-statunitense nei primi anni duemila, però, si scoprì che Piero di Cosimo (al pari di tutti i Medici) non soffriva propriamente di gotta, ma piuttosto «era affetto da una poliartropatia simmetrica anchilosante», trasmissibile per via genetica.
Ciò spiega anche come la dinastia Medici non fosse affatto longeva, e che ben pochi membri illustri avessero raggiunto un'età superiore ai sessant'anni (per esattezza, Cosimo il Vecchio, Ferdinando I, Ferdinando II, Cosimo III e Gian Gastone).

## Ascendenza
|                              |                 |                                     | Genitori             |  |  | Nonni |  |  | Bisnonni                           |  |  | Trisnonni            |  |
|                              |                 |                                     |                      |  |  |       |  |  | Averardo di Chiarissimo de' Medici |  |  | Salvestro de' Medici |  |
|                              |                 |                                     |                      |  |  |       |  |  | Averardo di Chiarissimo de' Medici |  |  | Salvestro de' Medici |  |
|                              |                 | Lisa Donati                         |                      |  |  |       |  |  | Averardo di Chiarissimo de' Medici |  |  |                      |  |
| Giovanni di Bicci de' Medici |                 |                                     |                      |  |  |       |  |  | Averardo di Chiarissimo de' Medici |  |  |                      |  |
|                              |                 | Giacoma degli Spini                 | Francesco Spini      |  |  |       |  |  |                                    |  |  |                      |  |
|                              |                 | Giacoma degli Spini                 | Francesco Spini      |  |  |       |  |  |                                    |  |  |                      |  |
|                              |                 | Giacoma degli Spini                 | …                    |  |  |       |  |  |                                    |  |  |                      |  |
| Cosimo de' Medici            |                 | Giacoma degli Spini                 |                      |  |  |       |  |  |                                    |  |  |                      |  |
|                              |                 | Edoardo Bueri                       | …                    |  |  |       |  |  |                                    |  |  |                      |  |
|                              |                 | Edoardo Bueri                       | …                    |  |  |       |  |  |                                    |  |  |                      |  |
|                              |                 | Edoardo Bueri                       | …                    |  |  |       |  |  |                                    |  |  |                      |  |
| Piccarda Bueri               |                 | Edoardo Bueri                       |                      |  |  |       |  |  |                                    |  |  |                      |  |
|                              |                 | …                                   | …                    |  |  |       |  |  |                                    |  |  |                      |  |
|                              |                 | …                                   | …                    |  |  |       |  |  |                                    |  |  |                      |  |
|                              |                 | …                                   | …                    |  |  |       |  |  |                                    |  |  |                      |  |
| Piero de' Medici             |                 | …                                   |                      |  |  |       |  |  |                                    |  |  |                      |  |
|                              | Sozzo de' Bardi | …                                   |                      |  |  |       |  |  |                                    |  |  |                      |  |
|                              | Sozzo de' Bardi | …                                   |                      |  |  |       |  |  |                                    |  |  |                      |  |
|                              | Sozzo de' Bardi | …                                   |                      |  |  |       |  |  |                                    |  |  |                      |  |
| Alessandro de' Bardi         | Sozzo de' Bardi |                                     |                      |  |  |       |  |  |                                    |  |  |                      |  |
|                              |                 | anonima della casata degli Ubaldini | …                    |  |  |       |  |  |                                    |  |  |                      |  |
|                              |                 | anonima della casata degli Ubaldini | …                    |  |  |       |  |  |                                    |  |  |                      |  |
|                              |                 | anonima della casata degli Ubaldini | …                    |  |  |       |  |  |                                    |  |  |                      |  |
| Contessina de' Bardi         |                 | anonima della casata degli Ubaldini |                      |  |  |       |  |  |                                    |  |  |                      |  |
|                              |                 | Raniero Pannocchieschi              | Galdo Pannocchieschi |  |  |       |  |  |                                    |  |  |                      |  |
|                              |                 | Raniero Pannocchieschi              | Galdo Pannocchieschi |  |  |       |  |  |                                    |  |  |                      |  |
|                              |                 | Raniero Pannocchieschi              | …                    |  |  |       |  |  |                                    |  |  |                      |  |
| Camilla Pannocchieschi       |                 | Raniero Pannocchieschi              |                      |  |  |       |  |  |                                    |  |  |                      |  |
|                              |                 | …                                   | …                    |  |  |       |  |  |                                    |  |  |                      |  |
|                              |                 | …                                   | …                    |  |  |       |  |  |                                    |  |  |                      |  |
|                              |                 | …                                   | …                    |  |  |       |  |  |                                    |  |  |                      |  |
|                              |                 | …                                   |                      |  |  |       |  |  |                                    |  |  |                      |  |

## Discendenza
Il 3 giugno 1444 sposò Lucrezia Tornabuoni, una donna colta e saggia e poetessa, appartenente a un'importante famiglia fiorentina da sempre alleata ai Medici. Coppia ben riuscita a causa della vicinanza degl'interessi e del carattere, Piero ebbe da Lucrezia sette figli: Bianca, Lucrezia (detta "Nannina"), Lorenzo, Giuliano, Maria e due maschi di nome ignoto, morti dopo il parto. Inoltre ebbe un figlio naturale di nome Giovanni, nato prima di sposare la Tornabuoni.
I due maschi venivano educati in modo da preparare loro un grande avvenire; fu loro precettore Gentile Becci da Urbino, mentre Cristoforo Landino li formò nelle lettere. Questi impararono il greco dall’Argiropulo che pure li istruì nella filosofia aristotelica, mentre il Ficino nella filosofia platonica. Molto influì nella loro educazione Lucrezia Tornabuoni, saggia madre di famiglia e moglie amorosa, tutta dedita alle cure del marito ammalato e alla salute fisica e spirituale dei figli. Anche Piero era un ottimo padre che aveva molto a cuore l’educazione dei figli, tanto più sentendosi in continuo pericolo di spegnersi e di doverli abbandonare in un mondo pieno di pericoli per la famiglia. Egli inviava il maggiore, Lorenzo, nelle corti di principi amici perché potesse apprendere il modo di vivere elegante, splendido e gaio che vi regnava. E così, quel giovane intelligentissimo, vivace e accorto, destinato a sostenere una parte così eminente nella politica italiana, fra i sedici e i diciassette anni aveva affinata la propria educazione presso i Bentivoglio a Bologna, gli Estensi a Ferrara e gli Sforza a Milano; era stato poi a Venezia e alla Corte Pontificia.
| Nome                      | Nascita | Morte | Note |
| ------------------------- | ------- | ----- | --- |
| Bianca                    | 1445    | 1505  | Sposò Guglielmo de' Pazzi ed ebbe sedici figli.                                                                   |
| Lucrezia, detta "Nannina" | 1448    | 1493  | Sposò Bernardo Rucellai ed ebbe cinque figli.                                                                     |
| Lorenzo "il Magnifico"    | 1449    | 1492  | Signore di Firenze, sposò Clarice Orsini ed ebbe dieci figli.                                                     |
| Giuliano                  | 1453    | 1478  | Assassinato durante la Congiura dei Pazzi. Ebbe un figlio con Fioretta Gorini, il quale divenne Papa Clemente VII |
| Maria                     | 1455    | 1479  | Sposò Leonetto de' Rossi e fu madre del cardinale Luigi de' Rossi. La maternità di Lucrezia è contestata.         |
| Figlio maschio            |         |       | Di nome e data di nascita ignoti, morì infante                                                                    |
| Figlio maschio            |         |       | Di nome e data di nascita ignoti, morì infante                                                                    |

### Esplicative
1. ↑  Come sottolineato magistralmente nel IV libro del De Familia di Leon Battista Alberti, il concetto di "amicizia" era molto più esteso nella Firenze comunale rispetto a quanto gli attribuiamo al giorno d'oggi. Infatti, l'amicizia non consisteva soltanto nei rapporti umani tra le persone, ma anche l'equilibrio delle alleanze che i magnati fiorentini stabilivano fra di loro per mantenere in piedi gli interessi comuni.
2. ↑  Delle Donne, p. 31 e Vannucci, p. 121. In quest'ultimo riferimento, si esplica perché questa fazione fu chiamata del poggio, in quanto Luca Pitti abitava a Boboli, in leggero rialzo rispetto a quelli della pianura, ovvero i Medici che avevano in città il loro punto di riferimento il Palazzo di Via Larga.
3. ↑  Ingeborg Walter, autorevole biografa di Lorenzo, sottolinea come l'agguato e la pronta reazione di Lorenzo davanti alle truppe nemiche furono delle vicende inventate da Piero per rafforzare ulteriormente la sua posizione e quella del figlio diciassettenne da un lato, e dall'altro di giustificare l'invio delle milizie fedeli ai Medici a Firenze. Nonostante ciò, la biografa accredita la vicinanza di Lorenzo al padre malato e alcune sue ambascerie presso gli alleati politici. Si vedano:Walter, p. 53 e Walter-DBI.
4. ↑  allusione di tale battaglia anche in Vannucci, p. 122, anche se le date non coincidono: «Il 23 luglio 1467 ci fu l'unico scontro di tutta quella guerra che fece più rumore che danni».
5. ↑  Vannucci, p. 122 riporta il viaggio che la moglie di Piero compì a Roma per cercare una sposa adatta al figlio Lorenzo.

### Bibliografiche
1. ↑   Lo stemma dei Medici: le “palle” che cambiano di numero, su curiositasufirenze.wordpress.com. URL consultato il 18 novembre 2016.
2. ↑   Lo stemma Medici, su www.palazzo-medici.it. URL consultato il 18 novembre 2016 (archiviato dall'url originale il 19 novembre 2016).
3. ↑  Per la figura e l'ascesa politica di Cosimo, si veda: Kent. Riguardo al metodo di governo dei Medici tra il 1434 e il 1494, interessante è il saggio di Rubinstein, che mette in luce in ambito estero il termine di "criptosignoria". Nella storiografia italiana, fondamentali gli studi di Tabacco 1974, pp. 352-357, Sestan 1979, pp. 58-59 e Ascheri 1994, pp. 290-291, che mettono in evidenza l'assoggettamento, da parte di alcuni signori, delle forme comunali, mantenendone le apparenze democratiche.
4. 1 2 3 4 5 6 7 8 9 10 11 12 13 14 15 16  Piero-DBI.
5. ↑  Hale, p. 51: «La sua educazione, come è possibile immaginarsi per un figlio di Cosimo, era stata accurata e completa ed egli vi aveva pienamente corrisposto».
6. ↑  Per l'intera vicenda, si veda Cappelli, pp. 309-310
7. 1 2 3 4  Scheda su Pietro il Gottoso in Palazzo Medici Archiviato il 7 marzo 2016 in Internet Archive.
8. ↑  Hale, p. 120.
9. ↑  Hale, p. 53 e Piero-DBI
10. ↑  Hale, p. 119.
11. ↑  Hale, p. 106.
12. ↑  Cesati, p. 27.
13. ↑  Hale, p. 53 e Young, pp. 106-107.
14. ↑  Young, p. 106.
15. ↑  Young, p. 120.
16. ↑  Delle Donne, p. 34; Hale, p. 50
17. ↑  Delle Donne, p. 31.
18. 1 2 3  Vannucci, p. 121.
19. ↑  Hale, p. 54.
20. ↑  Guicciardini, p. 97.
21. 1 2  Cesati, p. 29.
22. ↑  Hale, p. 52.
23. ↑  Delle Donne, pp. 31-32.
24. ↑  Young, p. 122.
25. ↑  Piero-DBI e Young, p. 123
26. ↑  Delle Donne, p. 32.
27. ↑  Roscoe, p. 88, vol. 2.
28. ↑  Machiavelli, p. 353.
29. ↑  Delle Donne, p. 33.
30. 1 2 3  Cesati, p. 30.
31. ↑  Guicciardini, p. 100.
32. ↑  Luca Pitti in "Enciclopedia Treccani"
33. ↑  Roscoe, p. 93.
34. 1 2  Bosisio, p. 365.
35. ↑  Walter, p. 56.
36. ↑   La battaglia della Molinella, su comune.molinella.bo.it, Comune di Molinella. URL consultato il 23 agosto 2015.
37. ↑  Arrighi e Vannucci, p. 123
38. 1 2  De Vecchi-Cerchiari, p. 128.
39. ↑  Francesco Guicciardini, Storie fiorentine, p. 105
40. ↑  Machiavelli, p. 361: 
«La virtù e bontà del quale la patria sua non potette interamente cognoscere, per essere stato da Cosimo suo padre insino quasiché all'estremo della sua vita accompagnato, e per aver quelli pochi anni che sopravvisse, nelle contenzioni civili e nelle infermità consumati.»
41. ↑  Guicciardini, p. 105: 
«...la morte del quale dolse assai alla città rispetto alla sua facile e clemente natura e tutta volta al bene, come massime mostrò la novità del 66, nella quale non punì oltre che si patissi la necessità e più ancora che non era la volontà sua, costretto da molti cittadini dello stato.»
42. ↑  De Vecchi-Cerchiari, p. 127.
43. ↑  De Vecchi-Cerchiari, pp. 130-131.
44. ↑  Hale, p. 51.
45. ↑  Hale, pp. 51-52.
46. ↑  Cesati, p. 31 e Young, p. 131
47. ↑  Young, p. 137.
48. ↑  Young, p. 131.
49. ↑  Petrucci, p. 29.
50. ↑  Forniciari-Giuffra.
51. ↑  Per l'esattezza: Cosimo il Vecchio raggiunse i 75 anni d'età, Ferdinando I e Ferdinando II 60 anni, Cosimo III gli 83 e Gian Gastone i 66 anni di età. I dati anagrafici sono riscontrabili su qualsiasi sito o libro dedicato alla famiglia Medici.
52. ↑  Young, p. 25.
53. ↑  Young, p. 24.
54. ↑  Daniell.
55. ↑  Giovanni de' Medici e Daniell, 2.
56. ↑  Per la genealogia, cfr. Contessina de' Bardi